# 卢邦正
卢邦正（1937年7月—），彝族，云南昭通人，中华人民共和国物理学家。

## 生平
1960年7月，毕业于云南大学物理系，后在云南省绥江县一中任物理教员，县广播站技术员。1975年，任云南天然气化工厂技术组资料翻译。1978年，任云南省地震局情报室资料翻译。1981年后，任云南民族学院讲师、副教授、物理系主任，云南省物理学会常务理事。1988年，加入中国国民党革命委员会，后任民革第七届中央常务委员、云南省委副主任委员。1998年，担任云南省人大常委会副主任。1998年3月，第九届全国人大第一次会议上，他当选全国人民代表大会常务委员会委员、全国人大民族委员会委员。与人合作发表“量子力学教学中的几个疑难问题”等论文，译有《同位素的世界》、《理论力学》。